# Tower of Fantasy
Tower of Fantasy (кит.幻塔; пинь.Huàn Tǎ) («Башня фантазий») — бесплатная ролевая игра с открытым миром, разработанная компанией Hotta Studio, дочерней компанией Perfect World. Действие игры происходит в далеком будущем на внеземной планете «Аида», зараженной, после катаклизма, таинственной, но мощной радиоактивной энергией под названием Омниум, который почти уничтожил человеческую цивилизацию и изменил экологию планеты. Игрок, по мере продвижения по сюжету, играет за странника, который исследует мир, сражается с существами-мутантами и прочими враждебными силами.

## Игровой процесс
Tower of Fantasy — трехмерная ролевая игра с «общим миром» , в которую можно играть с видом от третьего лица. Игрок управляет настраиваемым аватаром персонажа, который взаимодействует с неигровыми персонажами и сущностями, собирает предметы, путешествуя по открытому виртуальному миру. Персонаж игрока может бегать, прыгать, бегать, карабкаться, использовать различные транспортные средства для передвижения по миру. Специальные способности персонажа, за исключением спринта, ограничены регенерирующей полосой выносливости. Когда персонаж игрока взаимодействует с миром и историей, он зарабатывает очки опыта, которые повышают его уровень и улучшают его боевые характеристики.
Игрок сражается с врагами с помощью различного экипировочного оружия с помощью боевой системы "руби и руби", где персонаж игрока переключается между видами оружия, чтобы получить доступ к своим уникальным атакам и способностям. Можно использовать до 3 видов оружия, которые можно переключать в любое время. Каждое оружие имеет базовую и заряженную атаку, а прыжки позволяют проводить воздушные атаки. Оружие дальнего боя имеет базовый режим автоматической атаки и режим прицеливания. Также оружие обладает уникальным навыком, основанным на перезарядке. Когда игрок атакует врагов, неактивное оружие накапливает заряд, а при переключении на него, оно высвобождает мощный заряд атаки. Чтобы уклониться от вражеских атак, игрок может двигаться в любом направлении, но всё же он ограничен счетчиком выносливости. Выбор времени уклонения непосредственно перед вражеской атакой активирует режим "фантазия", который замораживает время и всех врагов в определенном радиусе на несколько секунд, а также полностью заряжает оружие игрока, давая игроку время нанести большой урон, пока его враги обездвижены.
Существуют разные типы оружия, и у каждого из них есть одна из 3 функций (нападение, защита, поддержка) и различные характеристики, влияющие на то, как они работают в игре. В дополнение к базовым значениям урона у оружия есть тип стихийной атаки (пламя, лед, вольт, физический), статистика разрушения, которая влияет на его эффективность против щитов, и статистика заряда, которая влияет на скорость зарядки оружия при использовании этого оружия. Стихийную атаку можно активировать, зарядив её, при использовании она дает определенные баффы и дебаффы против врагов. Экипировка оружия с определенными комбинациями ролей также создает резонанс оружия, который дает различные положительные баффы.
В ролевой игре с «общим миром» игроки находятся на одном сервере с другими игроками и могут встречаться с ними в одном и том же игровом мире. Tower of Fantasy поддерживает режим многопользовательской игры, в которой до 4 игроков на одном сервере могут объединиться, чтобы вместе исследовать мир, выполнять многопользовательские миссии или сражаться с боссами, а также биться в режиме PvP, также игроки могут бросить вызов друг другу в режиме арены под названием Apex League, где можно подняться в таблице лидеров и получить особые награды за достижения.

## Сюжет
В 2316 году человечество, столкнувшись с истощением ресурсов и критическим ухудшением окружающей среды на Земле, отправило космический корабль-колонию в более чем 200-летнее межзвездное путешествие, чтобы основать на экзопланете Аида колонию. В 2653 году была обнаружена комета Мара, и на ней были найдены огромные запасы энергии под названием Омниум. Чтобы захватить комету и использовать эту энергию, строится Башня Фантазии, но всего через 5 лет после окончания строительства, взрыв энергии Омниума облучает Аиду и опустошает человеческую цивилизацию на планете. Часть человечества выживает благодаря «подавителям», разработанным для противодействия радиации. Была создана научная организация Хикрос, чтобы дать человечеству возможность адаптироваться и в дальнейшем использовать Омниум. Хикросу противостоит теневая организация под названием «Наследники Аиды», которая рассматривает Омниум как источник страданий и зла и борется с Хикросом, чтобы положить конец исследованиям Омниума. Тем временем жизнь на планете постепенно мутирует во все более агрессивные и мощные формы жизни, представляющие угрозу для выживших.
Примерно через 50 лет после катаклизма игрок и неназванный компаньон исследуют разрушенный объект с неопределенной миссией, когда на них нападают монстры, похожие на собак. Игрок и компаньон разделяются, и игрок переживает монстров, только для того, чтобы у их подавителя закончилась энергия, а игрок потерял сознание. Затем игрок просыпается на аванпосте Astra Shelter в присутствии его лидера Зика и его сестры Ширли, ничего не помня о своём прошлом.

## Отзывы
| Русскоязычные издания | Русскоязычные издания |
| Издание               | Оценка                |
| --------------------- | --------------------- |
| StopGame.ru           | Похвально             |